# 77工作室
77工作室有限公司（英語：77 Atelier Limited），是香港的一間劇集工作室，母公司為無綫電視。

## 概要
2016年，無綫電視時任副總經理（節目及製作）杜之克著手主理多部與中國内地平台的合拍劇集，為公司引入有別於既有戲劇製作部門採用的製作模式。該模式標榜把過往的工廠式生產模式，逐漸轉為更靈活多樣的項目式小團隊製作；除卻多位具有員工身份的常駐監製及編審，公司亦容許更多以外判或部頭形式參與的人員，與無綫電視進行自由度較高的合作，方便他們在完成相關製作後迅速回歸自由身。此舉與近年邵氏兄弟與熱門藝人合作之模式相近。因應持續營運需要，董事局於2018年決定逐步將所有以新模式製作的業務撥入新成立附屬公司「TVB New Wings Limited」，另闢辦公室、提供獨有資源和建立恆常制度作更有效管理。
2020年2月，首部標明由本公司製作的劇集《陀槍師姐2021》正式開拍，於2021年1月播出，並確立公司對外顯示為一間「工作室」。及後，杜之克隨著無綫電視人事變動及作品反應未如理想，帶領部份團隊相繼離開，原有製作管理改由總經理（節目內容營運）曾志偉負責，並引入審批團隊進行整頓，最後再選定曾經與邵氏兄弟合作的劇集監製鍾澍佳擔當總監。2022年6月，隨著新團隊磨合完成，附屬公司正式更名為「77工作室」。2023年，77工作室宣佈與優酷簽署合作框架協議，於兩年之間提供劇集作採購。

## 作品

### TVB New Wings名義
杜之克主政項目
| 拍攝                  | 集數 | 劇名           |
| 2020年2月－6月        | 30   | 陀槍師姐2021   |
| 2020年5月－8月        | 25   | 刑偵日記       |
| 2020年8月－12月       | 30   | 智能愛人       |
| 2020年10月－2021年2月 | 27   | 把關者們       |
| 2020年11月－12月      | 7    | 欺詐劇團       |
| 2020年8月－12月       | 25   | 星空下的仁醫     |
| 2020年9月－11月       | 20   | 金宵大廈2      |
| 2021年1月－4月        | 20   | 十月初五的月光 |
| 2021年2月－5月        | 15   | 青春不要臉     |
| 2021年4月－6月        | 10   | 愛上我的衰神   |
| 2021年5月－7月        | 13   | 凶宅清潔師     |
| 2021年6月－9月        | 20   | 旁觀者         |
| 2021年7月－9月        | 10   | 富貴千團       |

曾志偉主政項目
| 拍攝                 | 集數 | 劇名       |
| 2021年9月－11月      | 10   | 青春本我   |
| 2021年9月－2022年1月 | 30   | 法證先鋒V  |
| 2022年5月－8月       | 20   | 美麗戰場   |
| 2022年5月－8月       | 20   | 下流上車族 |

### 77工作室名義
| 拍攝                  | 集數 | 劇名                     |
| 2021年11月－2022年4月 | 25   | 法言人                   |
| 2022年4月－7月        | 20   | 婚後事                   |
| 2022年5月－7月        | 25   | 一舞傾城                 |
| 2022年8月－10月       | 20   | 香港人在北京             |
| 2022年8月－10月       | 20   | 狀王之王                 |
| 2023年3月－6月        | 26   | 新聞女王                 |
| 2023年5月－9月        | 30   | 逆天奇案2                |
| 2023年9月－2024年2月  | 25   | 反黑英雄                 |
| 2023年10月－2024年1月 | 24   | 法證先鋒VI：倖存者的救贖 |
| 2023年12月－2024年3月 | 25   | 黑色月光                 |
| 2024年5月－8月        | 25   | 刑偵12                   |
| 2024年6月－9月        | 25   | 巨塔之后                 |
| 2025年4月－7月        | 26   | 新聞女王2                |

### 已擱置
| 原定拍攝 | 名稱         | 來源  |
| 2021年   | 黑社會       | [ 9 ] |
| 2021年   | 選美前的12夜 | [ 6 ] |